# 神秘の覇者
『神秘の覇者』（しんぴのはしゃ、原題：Prophets, Seers & Sages: The Angels of the Ages）は、イギリスのフォークロック・バンド、ティラノザウルス・レックスが1968年に発表した2作目のスタジオ・アルバム。

## 背景
「デボラアローブド」は、バンドのデビュー・シングル「デボラ」の別ヴァージョンで、前半は通常の再生、後半は逆回転という構成になっている。本作に先がけてシングル「ワン・インチ・ロック」がリリースされ、同曲は全英シングルチャートで28位に達した。それに続き、デビュー・アルバムからわずか3か月後というペースで本作がリリースされた。

## 反響・評価
オリジナル・リリース時は全英アルバムチャート入りを果たせなかったが、1972年には、本作と前作『ティラノザウルス・レックス登場!!』を抱き合わせた2枚組LPがキューブ・レコードから発売され、全英1位を獲得した。デイヴ・トンプソンはオールミュージックにおいて5点満点中3点を付け「ティラノザウルス・レックスのアルバム4作の中で、特に過小評価されている」と評している。

## 収録曲
全曲ともマーク・ボラン作。
1. デボラアローブド - Deboraarobed - 3:33
2. ステイシー・グローヴ - Stacey Grove - 1:59
3. ウインド・クァルテット - Wind Quartets - 2:57
4. コネシュアラ - Conesuela - 2:25
5. トレロウニー・ローン - Trelawny Lawn - 1:46
6. アズナギール・ザ・メージ - Aznageel the Mage - 1:59
7. ザ・フレンズ - The Friends - 1:19
8. サラマンダ・パラガンダ - Salamanda Palaganda - 2:15
9. ワンダフル・ブラウンスキン・マン - Our Wonderful Brownskin Man - 0:51
10. オー・ハーリー - Oh Harley (The Saltimbanques) - 2:19
11. イースタン・スペル - Eastern Spell - 1:41
12. トラヴェリング・トラジション - The Travelling Tragition - 1:48
13. ジュニパー・サクション - Juniper Suction - 1:13
14. シネスコフ・ダイナスティ - Scenescof Dynasty - 4:07

### 2004年リマスターCDボーナス・トラック
1. ワン・インチ・ロック - One Inch Rock - 1:47
2. ニッケルオデオン（テイク1） - Nickolodean (Take 1) - 2:03
3. ウインド・クァルテット（テイク1） - Wind Quartets (Take 1) - 2:55
4. コネシュアラ（テイク9） - Conesuala (Take 9) - 2:25
5. トレロウニー・ローン（テイク1） - Trelawney Lawn (Take 1) - 1:49
6. アズナギール・ザ・メージ（テイク1） - Aznageel the Mage (Take 1) - 1:55
7. サラマンダ・パラガンダ（テイク4） - Salamamda Palaganda (Take 4) - 2:14
8. ワンダフル・ブラウンスキン・マン（テイク2） - Our Wonderful Brownskin Man (Take 2) - 0:51
9. オー・ハーリー（テイク4） - O Harley (The Saltimbaques) (Take 4) - 2:22
10. イースタン・スペル（テイク5） - Eastern Spell (Take 5) - 1:43
11. トラヴェリング・トラジション（テイク2） - The Travelling Tragition (Take 2) - 1:46
12. ジュニパー・サクション（テイク4） - Juniper Suction (Take 4) - 1:13
13. シネスコフ・ダイナスティ（テイク4） - Scenescof Dynasty (Take 4) - 4:07
14. ワン・インチ・ロック（テイク3） - One Inch Rock (Take 3) - 1:51

## 参加ミュージシャン
- マーク・ボラン - ボーカル、アコースティック・ギター
- スティーヴ・トゥック - ボンゴ、トーキングドラム、カズー、ピクシフォン、ゴング、バッキング・ボーカル